# Senargent-Mignafans
Senargent-Mignafans is een gemeente in het Franse departement Haute-Saône (regio Bourgogne-Franche-Comté) en telt 279 inwoners (2011). De plaats maakt deel uit van het arrondissement Lure.

## Geografie
De oppervlakte van Senargent-Mignafans bedraagt 11,0 km², de bevolkingsdichtheid is 25,4 inwoners per km².
De onderstaande kaart toont de ligging van Senargent-Mignafans met de belangrijkste infrastructuur en aangrenzende gemeenten.

## Demografie
Onderstaande figuur toont het verloop van het inwonertal (bron: INSEE-tellingen).

1. ↑  Populations de référence 2022.